# Kop van 't Land
Kop van 't Land is een buurtschap in de gemeente Dordrecht, in de Nederlandse provincie Zuid-Holland.
Kop van 't Land ligt aan de Nieuwe Merwede en heeft een pontveer naar de Biesbosch. Niet ver van de buurtschap bevindt zich de Ottersluis, die de verbinding vormt tussen het Wantij en de Nieuwe Merwede.

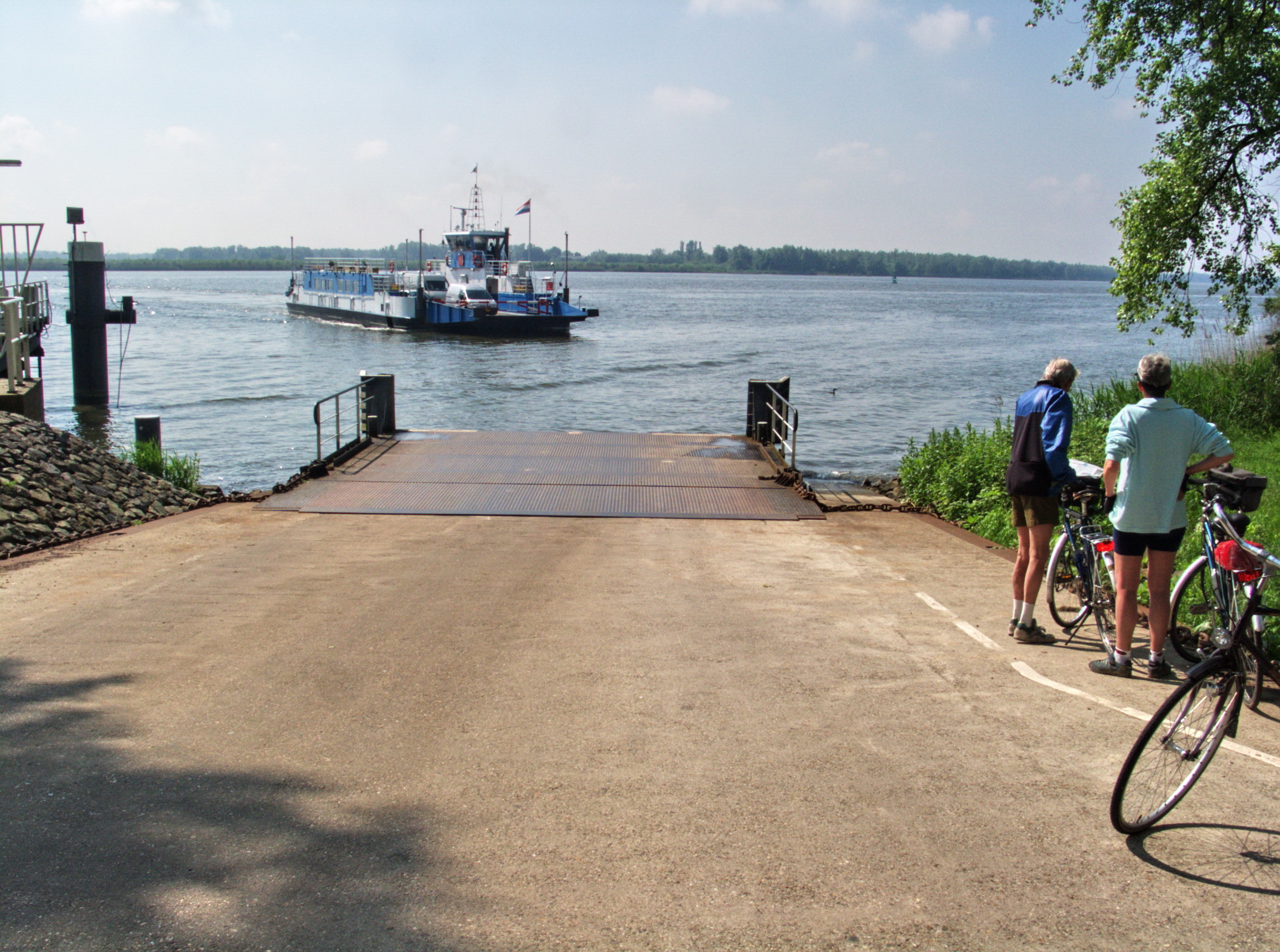
Veerpont bij Kop van 't Land

Eiland van Dordrecht

Wijken en buurten: Binnenstad (Negentiende-eeuwse Schil) ·
Noordflank (Bleyenhoek · Lijnbaan e.o.) ·
Het Reeland (Transvaalbuurt · Land van Valk · Indische buurt · Vogelbuurt · Wantijbuurt) ·
De Staart (Staart-West · Staart-Oost) ·
Oud-Krispijn (Van Gogh-buurt) ·
Nieuw-Krispijn ·
Stadspolders (Vissershoek · Oudelandshoek) ·
Wielwijk ·
Crabbehof (Zuidhoven) ·
Sterrenburg (Sterrenburg I, II, III) ·
Dubbeldam (Oud-Dubbeldam · Dubbeldam-Noord · Dubbeldam-Zuid · 't Vissertje · Klein Dubbeldam · De Hoven)

Industrie: Amstelwijck · Krabbepolder · Louterbloemen · Zeehavenlaan · Industriegebied De Staart

Buitengebied: Kop van 't Land · Tweede Tol · Wieldrecht · Willemsdorp

Verdwenen plaatsen: De Mijl · Groote of Hollandsche Waard